# SWTPC 6800
SWTPC 6800 — один из первых микрокомпьютеров, разработанный Southwest Technical Products Corporation и представленный в 1975 году.

## Описание
Построен на базе микропроцессора Motorola 6800, от которого и получил название, будучи одним из первых микрокомпьютеров на базе этого микропроцессора. Использовалась системная шина SS-50. SWTPC 6800 стал одним из самых популярных микрокомпьютеров на базе 6800 своего времени благодаря простоте использования и обширной документации. Несмотря на свою элементарность, резидентный монитор MIKBUG, встроенный в ПЗУ, позволяет немедленный ввод данных программы после включения питания, в отличие от других микрокомпьютеров того времени, которые требовали начальной загрузки соответствующего программного обеспечения. Компания Southwest Maintenance Products представила SWTPC 6800 в ноябре 1975 года по цене 450 долларов США (что эквивалентно 2400 долларам США в 2022 году) только в виде комплекта. Для взаимодействия с SWTPC 6800 можно использовать любой современный ASCII-терминал. SWTPC также продавала собственный терминал на базе телевизора за 275 долларов; ещё одним дополнительным аксессуаром был примитивный матричный принтер за 250 долларов.
Вслед за 6800 компания Southwest Technical Products выпустила S/09 в 1979 году и 69/K, 69/A и 69/56 в 1980 году. Все четыре заменили оригинальный процессор Motorola 6800 на его преемника Motorola 6809. SWTPC 6800 мог быть преобразован в S/09 с помощью комплекта системной платы, продаваемого Southwest Technical Products, который также совместим с существующими периферийными устройствами; в то время как 69/K, 69/A и 69/56 имеют переработанную системную плату и шину, несовместимые с 6800. 69/K продавалась в виде комплекта, а 69/A и 69/56 поставлялись в сборке (последний имеет 56 КБ ОЗУ по сравнению с 8 КБ у 69/A).